# Frédéric IV de Souabe
Pour les articles homonymes, voir Frédéric IV et Frédéric de Hohenstaufen.
Frédéric IV de Souabe dit Frédéric de Rothenbourg  de la maison des Hohenstaufen (1144; mort le 19 août 1167 à Rome) était duc de Souabe, succédant à son cousin Frédéric Barberousse, Empereur romain germanique en 1152 et duc de Franconie comme son père de 1152 à sa mort.

## Biographie
Frédéric de Rothenbourg est le fils de Conrad III de Hohenstaufen et de sa femme Gertrude de Sulzbach et ainsi donc l'héritier direct à couronne. Cependant, sur son lit de mort, Conrad III bien conseillé par les deux seules personnes présentes dans la pièce, son neveu Frédéric Barberousse et l'évêque de Bamberg, désigne Frédéric Barberousse comme successeur et lui transmet les insignes impériaux.
Frédéric Barberousse perdit son temps dans l'obtention de la caution des clercs Bavarois, et convoqua l'archevêque de Cologne à un Diète d'Empire précipité. Là, les électeurs de l'Empire, à l'exception du "primus inter pares", Henri Ier, archevêque du Main et un allié du Pape) élisent Frédéric Barberousse en tant que roi des Romains au lieu de son cousin de six ans. Le jeune homme reçoit en compensation le duché de Souabe et le duché de Franconie qu'il conserve jusqu'à sa mort.
Frédéric IV de Rohtenburg participe aux campagnes de Barberousse en Italie, mais il fait partie des nombreuses victimes au sein de l'armée impériale qui succombent d'une affection après l'occupation de Rome en 1167. Frédéric Ier Barberousse donne alors le duché de Souabe et le duché de Franconie à son fils âgé de trois ans, Frédéric V.

## Mariage
Frédéric IV se maria avec Gertrude de Bavière. Elle était la fille de Henri le Lion et de sa première femme, Clémentie de Zähringen. Ils n'eurent aucun enfant. Veuve, Gertrude se maria à Knut VI de Danemark. Elle mourut sans héritier.

## Source
- Anthony Stokvis, Manuel d'histoire, de généalogie et de chronologie de tous les États du globe, depuis les temps les plus reculés jusqu'à nos jours, préf. H. F. Wijnman, éditions Brill, Leyde, réédition 1966. Volume III, chapitre VIII et tableau généalogique n° 87 « Généalogie des ducs de Souabe, II: Les Hohenstaufen  » p. 219.